# Pante Meureubo
Pante Meureubo is een bestuurslaag in het regentschap Aceh Timur van de provincie Atjeh, Indonesië. Pante Meureubo telt 1018 inwoners (volkstelling 2010).